# Kanton Cuers
Der Kanton Cuers war bis 2015 ein französischer Wahlkreis im Arrondissement Toulon, im Département Var und in der Region Provence-Alpes-Côte d’Azur; sein Hauptort war Cuers. Vertreterin im Generalrat des Départements war zuletzt von 2008 bis 2015 Véronique Baccino (UMP).

## Geografie
Das Gebiet des Kantons lag um seinen Hauptort Cuers im Arrondissement Toulon. Sein tiefster Punkt befand sich in Pierrefeu-du-Var auf 45 m, der höchste mit 700 m  in Cuers. Die mittlere Meereshöhe betrug 149 m. Er lag im Norden des Gapeau-Tales im Übergang zum Massif des Maures im Osten und Ausläufern des Massif de la Sainte-Baume im Westen.

## Gemeinden
Der Kanton bestand aus vier Gemeinden:
| Gemeinde         | Einwohner Jahr | Fläche km² | Bevölkerungsdichte | Code INSEE | Postleitzahl |
| ---------------- | -------------- | ---------- | ------------------ | ---------- | ------------ |
| Carnoules        | 3.445 (2013)   | 25,49      | 135 Einw./km²      | 83033      | 83660        |
| Cuers            | 10.570 (2013)  | 50,53      | 209 Einw./km²      | 83049      | 83390        |
| Pierrefeu-du-Var | 6.049 (2013)   | 58,36      | 104 Einw./km²      | 83091      | 83390        |
| Puget-Ville      | 4.060 (2013)   | 36,83      | 110 Einw./km²      | 83100      | 83390        |